# Chlorodesmis
Chlorodesmis és un gènere d'algues verdes de la família Udoteaceae. Les algues d'aquest gènere produeixen diterpens tòxics per a defensar-se dels herbívors en general. Aquesta toxina també pot matar alguns coralls que arribin a tocar l'alga. Alguns peixos com ara Gobiodon histrio, que viu entre coralls, mengen l'alga per a millorar el seu propi verí. Alguns peixos com ara Paragobiodon echinocephalus poden l'alga tot i que no se l'arriben a menjar.